# Борковски, Шек
Шек Борковски (англ. Shek Borkowski; род. 30 января 1963, Жешув) — польский и американский футбольный тренер, работающий с женскими командами.

## Биография
В начале 2000-х годов начал тренерскую карьеру в американских клубах, в том числе в мужской команде «Индиана». В 2004 году возглавил женскую команду «Индиана» и на следующий год привёл команду к «золотому дублю» — к победе в лиге WPSL и в национальном кубке (USASA Women’s Open). В 2007 году клуб вновь победил в лиге WPSL, а в кубке стал финалистом. В 2008 году во второй раз была одержана победа в кубке. Также в 2008 году клуб перешёл в W-лигу, где стал победителем своего дивизиона. Признавался лучшим тренером WPSL 2005 года и W-лиги 2008 года. Всего под его руководством до 2009 года «Индиана» выиграла 70 матчей, сыграла вничью 4 и проиграла 6.
В конце октября 2009 года был назначен главным тренером российского клуба «Звезда-2005», победителя трёх последних сезонов чемпионата России (2007—2009). Однако под его руководством команда вылетела в 1/8 финала Лиги чемпионов от норвежского клуба «Роа», а в чемпионате России 2010 года не смогла бороться за чемпионство. В результате в июле 2010 года тренер был уволен. По итогам сезона 2010 года «Звезда» стала бронзовым призёром чемпионата.
После возвращения в Америку некоторое время снова работал в «Индиане». В 2012—2017 годах возглавлял взрослую и юниорские женские сборные Гаити. С юниорскими командами становился победителем чемпионата Карибского футбольного союза 2014 (U15) и 2015 (U20). В 2017—2018 годах тренировал женскую сборную Пуэрто-Рико. В 2018 году возглавил клубную команду «Пуэрто-Рико Соль», с которой в сезоне 2018/19 победил в чемпионате страны, команда победила во всех 21 матчах, забив 142 и пропустив 3 гола.